# 63-я бригада морской пехоты Северного флота
63-я Киркенесская Краснознамённая бригада морской пехоты — тактическое формирование морской пехоты Вооружённых сил СССР в Великой Отечественной войне.

## История

### Формирование
63 отдельная морская стрелковая бригада формировалась на Урале в районе посёлков Бердяуш и Сулея Саткинского района Челябинской области, в период с 1 ноября по 7 декабря 1941 года, преимущественно из краснофлотцев (1500 человек) Тихоокеанского флота. Позднее была пополнена бойцами из 30-го Запасного Танкового полка (2000 человек), выздоравливающими военнослужащими и 400-ми рабочими уральских заводов. Командиром бригады был назначен полковник Алексей Крылов, до этого занимавший должность начальника курсов разведывательного отдела ТОФ, военным комиссаром — старший батальонный комиссар Борис Михайлович.
6 декабря 1941 года расположение бригады посетил маршал Советского Союза К. Е. Ворошилов. 7 декабря был подписан приказ об окончании комплектования и всем частям было приказано приступить к боевой и политической подготовке. В этот же день личный состав принял военную присягу.
11 декабря 1941 года весь состав бригады с вооружением и боеприпасами, по приказу Верховного Главнокомандующего был по железной дороге отправлен в город Онегу Архангельской области для последующего формирования Северного оборонительного района.

### Оборона Заполярья

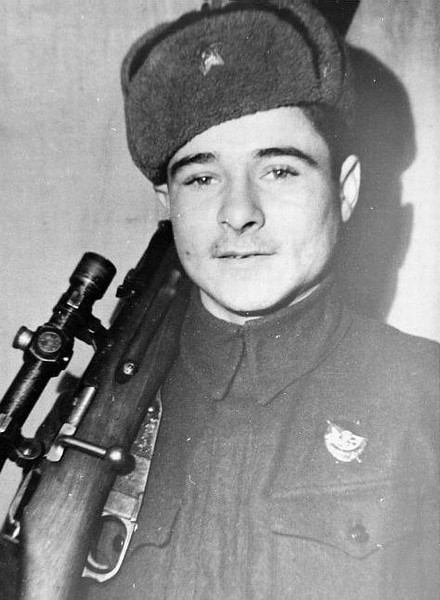
Мамедали Абасов, сержант 2-го отдельного стрелкового батальона 63-й Киркенесской Краснознаменной бригады морской пехоты Северного флота в боевом охранении. (1943).

1 июля 1942 года бригада в полном составе тремя железнодорожными эшелонами была отправлена из Архангельской области в Заполярье на ст. Кола, куда прибыла через три дня. А 10 июля в составе 4805 человек на кораблях и катерах Северного флота переброшена на полуостров Рыбачий.
10 июля 1942 года был сформирован Северный Оборонительный Район, в состав которого вошла и 63-я отдельная морская стрелковая бригада. 5 сентября 1942 г. бригада выполнила первое боевое задание, высадив десант на острова Хейнясаари с разведывательными целями.
Первый бой морские пехотинцы приняли 26 сентября 1942 года на горном хребте Мустатунтури, отражая нападение егерей из горнопехотного корпуса «Норвегия». В 1942—1944 годах бойцы и командиры бригады постоянно организовывали вылазки в тыл врага для проведения диверсий и разведки, а также отражали постоянные атаки противника на полуостров Рыбачий.
2 января 1943 года бригада отбыла на отдых и доукомплектование во второй эшелон, а рубежи обороны бвли заняты 254-й отдельной морской стрелковой бригадой. 26 февраля, приказом командующего Северным флотом 12-я, 63-я и 254-я отдельные морские стрелковые бригады переформированы в 12-ю, 63-ю и 254-ю бригады морской пехоты с переводом на новые штаты, а 30 марта 1943 года — бригада переименована в 63-ю Бригаду Морской Пехоты Северного флота.
Части и подразделения бригады принимали активное участие в операциях 14-й армии Карельского фронта и Северного флота в Заполярье с 1942 по 1944 годы.

### Участие в Петсамо-Киркенесской наступательной операции (1944)
Бойцы и командиры бригады во время проведения Петсамо-Киркенеской наступательной операции принимали участие в штурме незамерзающего порта Лиинахамари. Длинный и узкий залив, ведущий к порту был хорошо защищён, заминирован и полностью простреливался противником с суши, однако удалось прорваться на торпедных катерах и малых охотниках в акваторию залива и высадить десант на причальные стенки.
12 октября после тяжелых боёв разведгруппа овладела вражескими батареями на мысе Крестовый. 13-14 октября силами десанта и частями 63-й бригады был взят порт Лиинахамари. Это создало угрозу окружения фашистской группировки в Петсамо. При взятии Лиинахамари десант морпских пехотинцев возглавлял командир бригады — полковник А. М. Крылов. Его заместителем по политической части был начальник политотдела полковник Г. М. Фомин.
В ночь на 25 октября десантники 2‑го и 3‑го батальонов бригады, высадившись в заливе северо-восточнее Киркенеса овладели рыбацкими поселками, захватили батареи береговой обороны и электростанции, обеспечивавшие электроэнергией весь район. 25 октября 1944 года Киркенес был освобожден частями 14-й армии и Северного флота.
Приказом Верховного Главнокомандующего № 205 от 31 октября 1944 г. 63-я бригада морской пехоты была удостоена почетного наименования «Киркенесская». При провендении операции морские пехотинцы бригады уничтожили более 3000 гитлеровцев, захватили свыше 40 орудий, 78 минометов, 66 радиостанций и другой техники. За участие в операции по освобождению Петсамо Указом Президиума Верховного Совета СССР (от 3 ноября 1944 г.) 63-я бригада морской пехоты была награждена орденом Красного Знамени.

### Переформирование
С 5 января 1945 года Северный оборонительный район был переформирован в Северный сектор Береговой Обороны Главной Базы Северного флота. В его состав с другими частями была включена и 63-я Киркенесская Краснознаменная бригада морской пехоты СФ.
25 июля 1945 года передается в состав Краснознаменного Балтийского флота. Местом её дислокации назначен город Пиллау.
В 1947 году бригада переформировывается в 94 Отдельный Киркенесский Краснознаменный батальон морской пехоты с расформированием дивизиона десантных судов. К 1960 году часть расформирована окончательно.

## Полное название
- 63-я Киркинесская Краснознамённая бригада морской пехоты Северного флота

## Подчинение
| Дата            | Фронт (округ)    | Армия                                             | Корпус (группа)        | Примечания                             |
| --------------- | ---------------- | ------------------------------------------------- | ---------------------- | -------------------------------------- |
| 01.11.1941 года | УрВО             | -                                                 | -                      | -                                      |
| 07.12.1941 года | Резерв СВГК      | -                                                 | -                      |                                        |
| 10.01.1942 года | АрхВО            |                                                   | -                      |                                        |
| 03.07.1942 года | Карельский фронт | 14-я армия                                        | 23-й укреплённый район | в оперативном подчинении до 09.07.1942 |
| 04.07.1942 года | Северный флот    | -                                                 | -                      | Приказ № 0160 от 09.07.1942 г.         |
| 12.07.1942 года | Северный флот    | Северный оборонительный район                     | -                      |                                        |
| 25.06.1943 года | Северный флот    |                                                   |                        | -                                      |
| 05.01.1945 года | Северный флот    | Северный сектор береговой обороны Главной базы СФ |                        |                                        |
| 01.09.1945 года | Балтийский флот  |                                                   | -                      | -                                      |
| 1947 год        |                  |                                                   |                        | расформирована                         |

## Состав
Состав в течение войны изменялся, в том числе, в связи с переформированиями.

## Командиры бригады
- полковник, генерал-майор (1946) Крылов Алексей Максимович — 01.11.1941 — 12.1944
- полковник Зайцев Яков Андреевич — 11.01 — 09.05.1945.

## Награды и наименования
| Награда (наименование)               | Документ (дата)                                                       | За что награждена |
| ------------------------------------ | --------------------------------------------------------------------- | --- |
| Орден Красного Знамени               | Указ Президиума Верховного Совета СССР от 03.11.1944 года             | за образцовое выполнение боевых заданий командования на фронте борьбы с немецкими захватчиками (при овладении городом Петсамо} и проявленные при этом доблесть и мужество |
| Почётное наименование «Киркенесская» | Приказ Верховного Главнокомандующего ВС СССР № 205 от 31.10.1944 года | за отличие при выполнении боевых заданий командования при освобождении города и порта Киркенес.                                                                           |

### Публицистика
- Олег Дедов. История 63-й отдельной морской стрелковой бригады // Саткинский рабочий : газета. — 2015. — 18 сентября.
- Виктор Чертов, Алексей Ирютин. Северный флот в Петсамо-Киркенесской наступательной операции // Энциклопедия : МО РФ. — 2019. — 18 октября.